# Tanatchivia hradskyi
Tanatchivia hradskyi is een vliegensoort uit de familie van de roofvliegen (Asilidae). De wetenschappelijke naam van de soort is voor het eerst geldig gepubliceerd in 2007 door Tomasovic & Smets.